# Баттиста Монтано, Джованни
Джованни Баттиста Монтано (итал. Giovanni Battista Montano; 1534, Милан, Ломбардия —1621, Рим) — итальянский архитектор раннего барокко, рисовальщик, скульптор, медик, педагог, профессор Падуанского университета. Член Академии Святого Луки.

## Биография

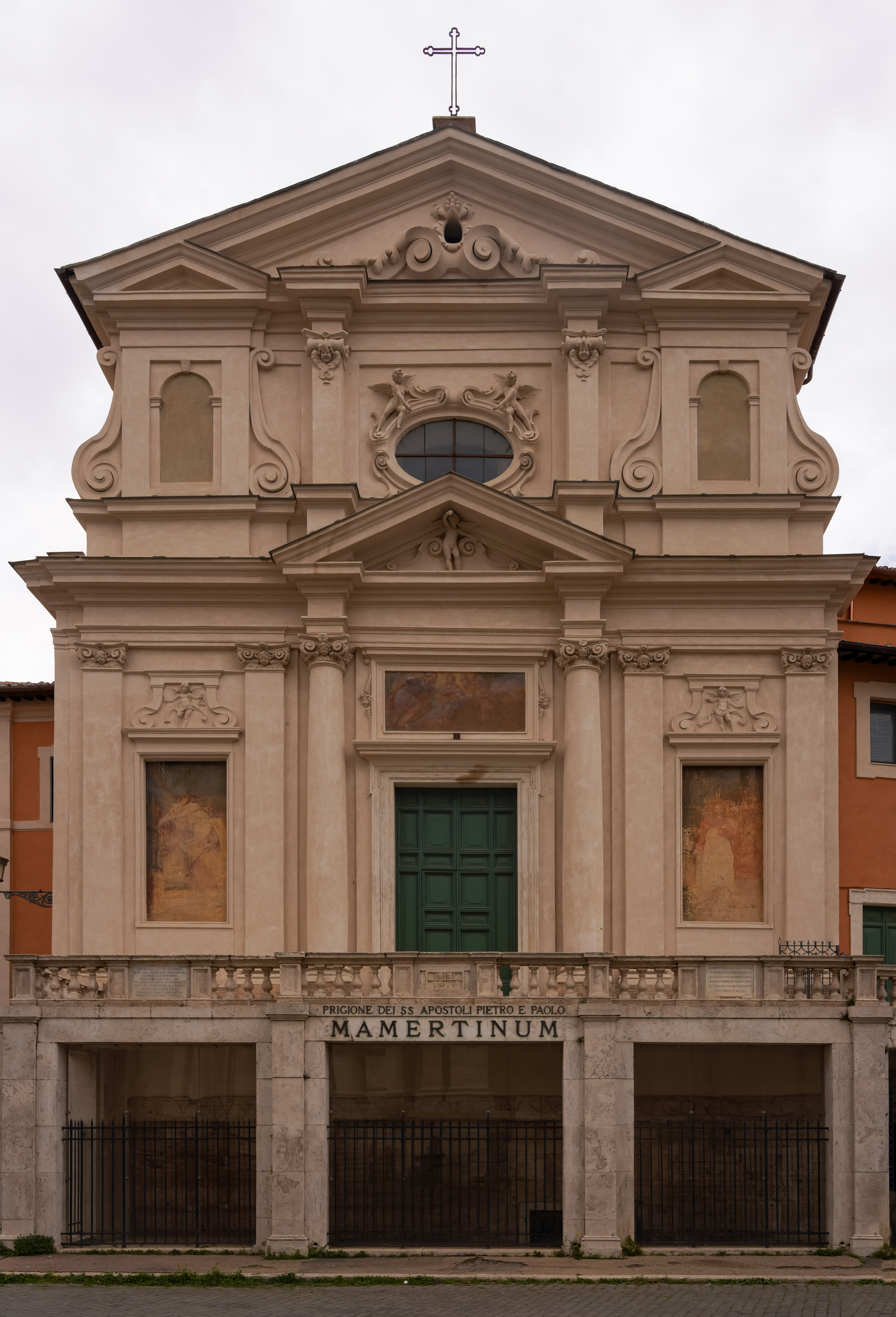
Фасад церкви Сан Джузеппе деи Фаленьями

С начала 1570-х годов работал в Риме со времён понтификата Григория XIII, прежде всего как резчик по дереву и скульптор.
В Риме усердно изучал остатки древнеримских сооружений. В то время это была школа по изучению античности и показатель близости к престижному источнику форм, созданных авторитетными итальянскими мастерами. Изучение древнеримских руин было также показателем эрудиции и пропуском к важным заказам римского нобилитета. В то же время Монтано работал резчиком и скульптором, выполняя заказы римских церквей, среди которых Санта-Мария-ди-Лорето и Латеранская базилика.
В 1602 году Конгрегация плотников поручила ему руководить работами над их церковью Сан-Джузеппе-деи-Фаленьями недалеко от Римского форума, вероятно, из-за его деятельности в качестве искусного краснодеревщика. Строительство церкви, вероятно, началось много лет назад; однако Монтано, безусловно, спроектировал фасад с двумя ордерами, обогащёнными завитками и эдикулами и увенчанными оригинальным трёхсторонним тимпаном. Вход в церковь, первоначально запланированный с двумя пандусами, параллельными фасаду, был изменён из-за снижения уровня внешнего пола в результате мероприятий, связанных с археологическими раскопками.
Занимался строительством деревянной скинии для церкви Санта-Мария-делла-Консолационе в Риме. Вместе со своим сыном Леоне создал хоры для органа в церкви Сан-Джованни-ин-Латерано.
Его известность, в основном, связана с деятельностью в качестве искусного рисовальщика и исследователя древней архитектуры. Фактически Монтано обследовал, изучал руины Рима с помощью своего ученика Джованни Баттиста Сориа, пытаясь реконструировать их первоначальный вид, дав жизнь фантастическим образам, не подпадающим под правила классицизма XVI века и кодифицированный образ римской архитектуры.
С его именем как медика связано возрождение клинического (у постели больного) преподавания в Западной Европе в XVI веке: он утверждал, что «учить можно не иначе, как посещая больных»